# Josef Dietrich

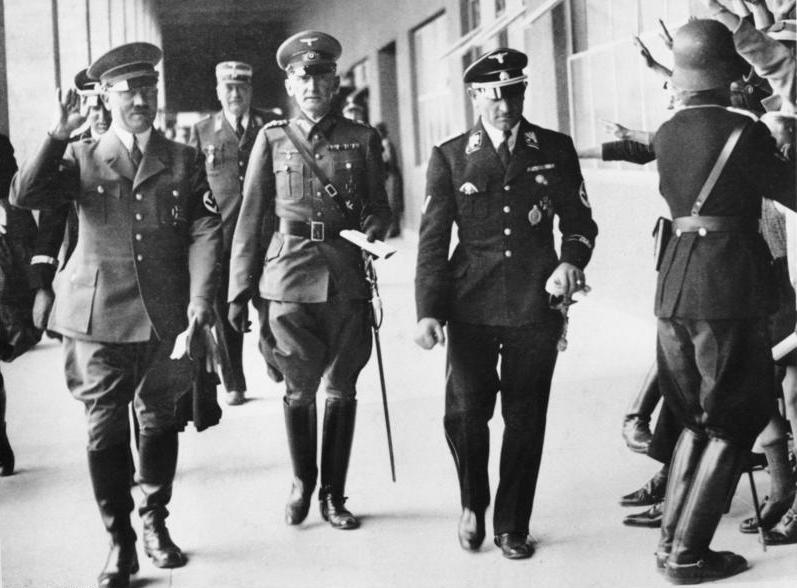
Z Hitlerem w czasie Olimpiady w Berlinie (drugi od prawej)

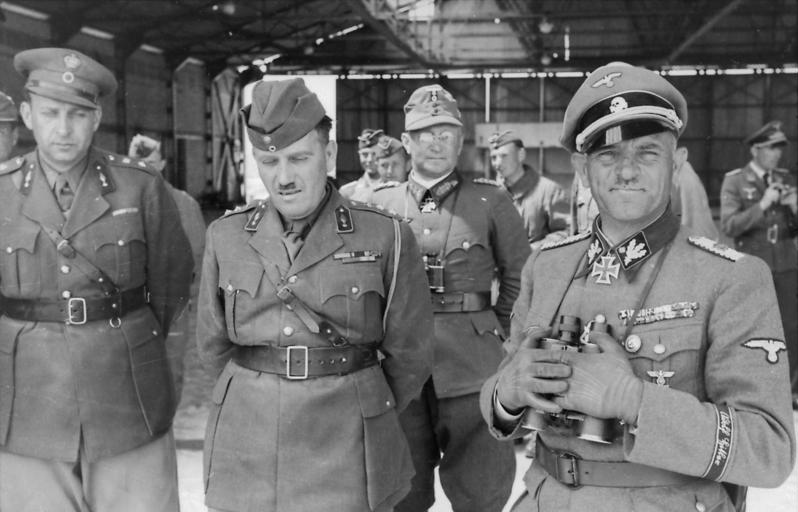
W czasie kampanii greckiej (po prawej)

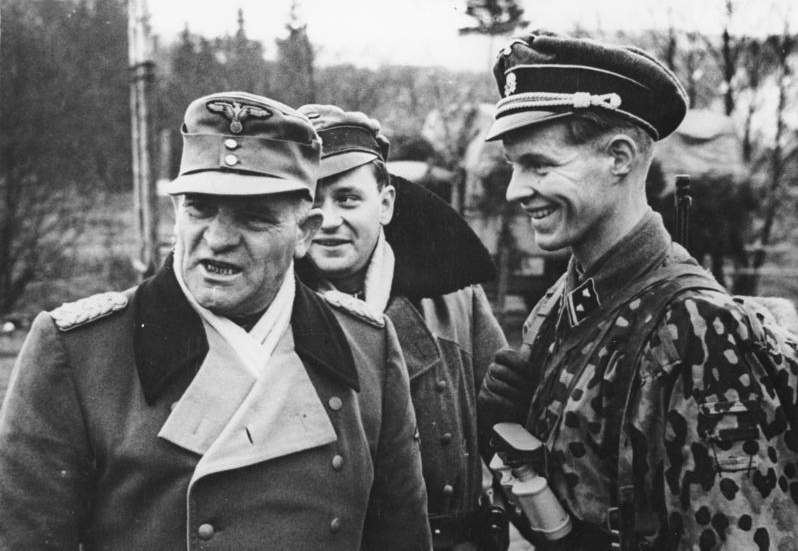
Podczas ofensywy w Ardenach (po lewej)

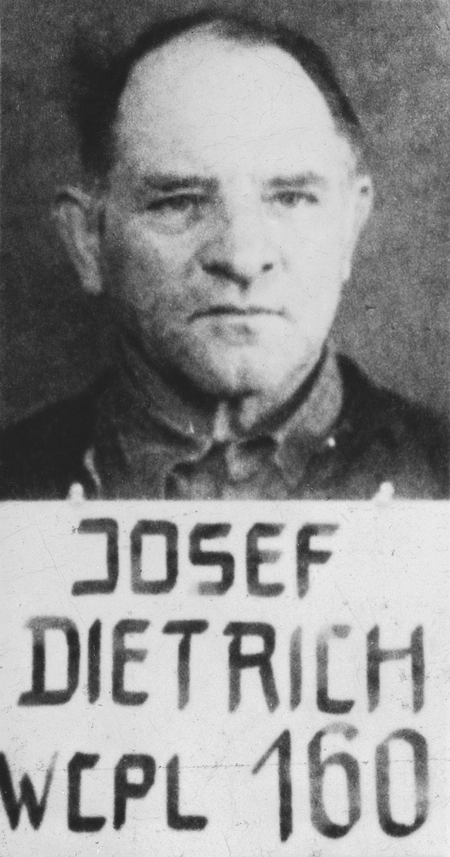
Podczas procesu

Josef „Sepp” Dietrich (ur. 28 maja 1892 w Hawangen, zm. 21 kwietnia 1966 w Ludwigsburgu) – niemiecki wojskowy, bojówkarz, działacz partyjny i polityk, SS-Oberstgruppenführer, generał pułkownik Waffen-SS, jego najwyższy rangą oficer obok Haussera, poseł do Reichstagu z ramienia NSDAP, dowódca Leibstandarte SS Adolf Hitler, I Korpusu Pancernego SS, 5 Armii Pancernej i 6 Armii Pancernej SS, współzałożyciel HIAG, zbrodniarz wojenny skazany po wojnie na dożywocie. Weteran I i II wojny światowej oraz rewolucji listopadowej i puczu monachijskiego.

## Życiorys
W 1911 wstąpił do Armii Cesarstwa Niemieckiego i otrzymał przydział do 4 pułku artylerii. W czasie I wojny światowej służył w artylerii, potem w piechocie, by na koniec przenieść się do broni pancernej. W czasie wojny osiągnął stopień feldfebla i został odznaczony Krzyżem Żelaznym za odwagę. W marcu 1919 opuścił szeregi armii, potem pracował krótko jako sierżant policji bawarskiej, a następnie był pracownikiem poczty.
Po zakończeniu działań wojennych służył we Freikorpsie „Oberland”. W 1923, będąc już członkiem ruchu nazistowskiego, wziął udział w nieudanym puczu monachijskim.
W 1928 ponownie wstąpił do NSDAP (nr w NSDAP – 89105) i szybko zwrócił na siebie uwagę Adolfa Hitlera, który jeszcze w tym samym roku powierzył mu dowództwo swojej straży przybocznej, a od grudnia 1931 przejął od Juliusa Schrecka odpowiedzialność za bezpieczeństwo Hitlera. W szeregach SS (nr w SS – 1177) Dietrich zrobił błyskawiczną karierę. Służbę rozpoczął w stopniu SS-Sturmbannführera, ale już w 1929 został dowódcą SS-Brigade „Bayern” w stopniu SS-Standartenführera, a rok potem – dowódcą SS-Gruppe „Süd” w stopniu SS-Oberführera. W 1932 otrzymał z kolei dowództwo SS-Gruppe „Nord”. Jednocześnie piął się po stopniach kariery politycznej, zostając w 1930 z ramienia NSDAP posłem do Reichstagu z Dolnej Bawarii. W 1933 został awansowany do stopnia SS-Gruppenführera (z pominięciem stopnia SS-Brigadeführera). Po dojściu nazistów do władzy Dietrich został członkiem pruskiej Rady Państwa.
W marcu 1933 utworzył nowy 120-osobowy oddział przeznaczony do ochrony wodza nazistów, nazwany SS-Stabswache Adolf Hitler, którego został dowódcą. W listopadzie 1933 formacja ta, licząca już 835 osób, została przemianowana na „Leibstandarte Adolf Hitler”, a potem przeformowana kolejno w: pułk zmotoryzowany, brygadę i dywizję pancerną, zachowując niemal do samego końca II wojny światowej charakter jednostki elitarnej.
30 czerwca 1934 uczestniczył w nocy długich noży jako dowódca oddziału egzekucyjnego, który zamordował większość przywódców SA. W nagrodę, już 4 lipca 1934, został awansowany do stopnia SS-Obergruppenführera.
Jako dowódca „Leibstandarte Adolf Hitler”, Dietrich uczestniczył w kolejnych kampaniach II wojny światowej, m.in. w 1939 w Polsce, w 1940 we Francji, w 1941 na Bałkanach, a w latach 1942–1943 na froncie wschodnim. W walkach tych, zwłaszcza na froncie wschodnim, „Leibstandarte Adolf Hitler” dopuściła się licznych zbrodni wojennych.
W sierpniu 1944 został uhonorowany najwyższym, oprócz Reichsführera, stopniem w SS tj. SS-Oberstgruppenführera i generała pułkownika Waffen-SS (SS-Oberstgruppenführer und Generaloberst der Waffen-SS). W czerwcu 1944 stojąc na czele I Korpusu Pancernego SS, Dietrich nie zdołał zatrzymać oddziałów alianckich na plażach Normandii. We wrześniu tego samego roku otrzymał dowództwo nowo formowanej 6 Armii Pancernej, później nazwanej 6 Armią Pancerną SS, na czele której wziął udział w ostatniej na froncie zachodnim niemieckiej ofensywie w Ardenach, ostatecznie zakończonej fiaskiem. Nie obyło się tu bez popełnienia przez podległe mu jednostki kolejnych zbrodni wojennych, w tym słynnej masakry jeńców w Malmedy, m.in. za którą Dietrich był po wojnie sądzony.
Po załamaniu się ofensywy w Ardenach, 6 Armia Pancerna została przerzucona na Węgry (oblężenie Budapesztu). Po ciężkich walkach wojskom Dietricha ledwo udało się uniknąć okrążenia przez Armię Czerwoną, wobec czego musiały się wycofać do Austrii, gdzie powierzono im obronę Wiednia (operacja wiedeńska). W maju 1945 Dietrich poddał swoje oddziały 7 Armii amerykańskiej.
W roku 1946 był sądzony w Dachau za zbrodnie wojenne i skazany na dożywocie. Później wyrok zamieniono mu na 25 lat pozbawienia wolności, a 20 października 1955 Dietrich został potajemnie zwolniony. W sierpniu 1956 został ponownie aresztowany, tym razem za udział w nocy długich noży i po procesie skazany na 19 miesięcy pozbawienia wolności. Wypuszczono go z więzienia w lutym 1959 ze względu na zły stan zdrowia.
Zmarł na atak serca w 1966. Jego pogrzeb był okazją do spotkania 6000 weteranów Waffen-SS.
Brakowało mu wykształcenia wojskowego (miał np. problemy z odczytywaniem map sztabowych). Charakteryzował się natomiast bezsprzeczną odwagą i bezwzględnością oraz potrafił zyskać sympatię swoich podwładnych.
Hitler w styczniu 1942 wyraził się o nim następująco: 

Zawsze posyłałem go tam, gdzie sytuacja była krytyczna. Łączy on w sobie spryt, bezwzględność i twardość. Pod maską chłopięcości tkwi poważny, bardzo sumienny człowiek, który wszystko gruntownie przemyśli. Jak ten człowiek dba o swój oddział! To jest klasa sama dla siebie, jak niegdyś Frundsberg, Seydlitzowie i Zieten...

## Kariera w SS

### Awanse
- SS-Sturmbannführer: 1 sierpnia 1928
- SS-Standartenführer: 18 sierpnia 1929
- SS-Oberführer: 10 października 1930
- SS-Gruppenführer: 18 grudnia 1931
- SS-Obergruppenführer: 1 lipca 1934 i General w Waffen-SS: 19 listopada 1940
- SS-Oberstgruppenführer i Panzer-Generaloberst w Waffen-SS: 1 sierpnia 1944[12]

### Odznaczenia
- Pamiątkowy medal za walki na froncie zachodnim (1942)
- Odznaka dla Załóg Czołgowych 1918 srebrna (1921)
- Krzyż Żelazny II (1917) i I (1918) Klasy
- Pierścień SS
- Zapinka do Krzyża Żelaznego II (1939) i I (1939) Klasy
- Odznaka Złota Partii (1933)
- Krzyż Rycerski Krzyża Żelaznego z Liśćmi Dębu, Mieczami i Diamentami:
  - Krzyż Rycerski (1940)
  - Liście Dębu (1941)
  - Miecze (1943)
  - Diamenty (1944)
- Order Krwi (Nr 10, 1933)
- Medal Pamiątkowy 1 października 1938
- Medal Pamiątkowy 13 marca 1938
- Odznaka za Rany
- Złota odznaka pilota/obserwatora z diamentami
- Krzyż Honorowy 1914–1918 dla żołnierzy frontowych (1934)
- Bawarski Order Zasługi Wojskowej III klasy z mieczami i koroną
- Austriacki Medal Waleczności brązowy
- Orzeł Śląski II klasy (1934)
- Bawarski Order za Długoletnią Służbę III Klasy
- Odznaka za Służbę Wojskową
- Odznaka NSDAP za Długoletnią Służbę srebrna
- Włoski Order Świętych Maurycego i Łazarza, Krzyż Wielki
- Włoski Order Korony Włoch, Krzyż Wielki
- Włoski Order Sabaudzki Wojskowy, Krzyż Wielki
- Order Korony Rumunii, Krzyż Wielki[13]